# 내 남자의 웨딩비디오
《내 남자의 웨딩비디오》는 2003년 12월 5일에 MBC에서 방영한 베스트극장이다.

## 등장 인물

### 주요 인물
- 김민희 : 추시내 역 - 웨딩 비디오 촬영 기사
- 안정훈 : 호준 역
- 안재환 : 김진석 역 - 시내의 첫사랑

### 그 외 인물
- 신아 : 청아 역 - 진석의 약혼녀
- 김윤정 : 하지윤 역
- 김명희 : 시내의 어머니 역
- 서권순
- 최범호
- 정승재
- 이미선
- 오협